# Smok Diplodok
Smok Diplodok – łączący grę aktorską i animację komputerową film fantasy z 2024 roku w reżyserii Wojciecha Wawszczyka, nakręcony na podstawie własnego scenariusza inspirowanego dziełami autora komiksów, Tadeusza Baranowskiego. Film, zamierzony jako hołd dla twórczości Baranowskiego, porusza równocześnie motywy odkrywania prawdy o samym sobie oraz potrzeby niezależności twórczej.  
Smok Diplodok powstał w koprodukcji polsko-czesko-słowackiej. Dobrze odebrany po premierze na Międzynarodowym Festiwalu Filmów Animowanych w Annecy, również w Polsce spotkał się z przeważnie pozytywnym odbiorem krytyków, ale miał niewielką widownię kinową (123 tysięcy widzów w Polsce). Na Międzynarodowym Festiwalu Filmowym Młode Horyzonty w Warszawie otrzymał trzy nagrody, w tym Nagrodę Główną dla polskiej produkcji.

## Fabuła
Akcja filmu toczy się między dwiema czasoprzestrzeniami: w pracowni twórcy komiksów, Tadeusza, oraz w wyobrażonym świecie fikcji narysowanym przez wspomnianego twórcę. Tadeusz otrzymuje od swej wydawczyni narysowanie słodkiego kota na potrzeby marketingowe. Wydawczyni przy tym zabrania Tadeuszowi korzystania z czystych kartek. Tadeusz decyduje się wymazać gumką swoje rysunki, które nie przypadły do gustu wydawczyni. Działania Tadeusza wpływają na stworzone przezeń uniwersum.
W świecie fikcji tytułowy smok Diplodok, mały dinozaur z rodzaju diplodoków mieszkający wraz z rodzicami w środowisku otoczonym bagnem, marzy o zwiedzeniu innych krain. Działania Tadeusza doprowadzają jednak do otoczenia fikcyjnej krainy mgłą; rysownik wymazuje rodziców Diplodoka, któremu ledwo udaje się uciec przed niszczycielską gumką. Diplodok udaje się w podróż, której celem jest przywrócenie dawnego ładu i rodziców. Na swej drodze spotyka niezdarnego czarodzieja Hokusa Pokusa, pochłoniętego badaniami naukowymi ekscentryka Profesorka Nerwosolka i pilotkę Entomologię. Odkrywszy, kto stoi za destrukcją fikcyjnego świata, Diplodok decyduje się przywołać autora komiksów do porządku.
Niebawem sam Tadeusz zostaje wchłonięty przez kartkę papieru i zmienia się w mysz z ołówkiem. Małostkowy Hokus Pokus kradnie narzędzie artysty, aby wykorzystać je do zdobycia upragnionej sławy. Ołówek zostaje jednak zniszczony, a w świat fikcji wkrada się chaos. Diplodokowi, który doświadcza zniknięcia kolejnych bliskich mu osób, udaje się przenieść Tadeusza z powrotem do prawdziwego świata. Dłużny mu autor porzuca zlecenie wydawczyni i rekonstruuje swoje rysunki, ponownie zyskując sławę jako twórca bestsellerowego komiksu.

## Obsada
Źródło: Filmpolski.pl
Obsada aktorska:
- Piotr Polak – twórca komiksów Tadeusz
- Helena Englert – wydawczyni
- Jelena Goldfinch – dziewczynka
- Tadeusz Baranowski – dziadek dziewczynki
- Filip Kowalewicz – Tadek

Obsada dubbingowa:
- Tadeusz Baranowski – mól książkowy
- Mikołaj Wachowski – Smok Diplodok
- Borys Szyc – czarodziej Hokus Pokus; tata Hokusa Pokusa
- Arkadiusz Jakubik – Profesorek Nerwosolek; dziadek Smoka Diplodoka
- Małgorzata Kożuchowska – Entomologia
- Mariusz Szczygieł – Osioł Kleofas
- Grzegorz Pawlak – tata Smoka Diplodoka; przepraszająca publiczność
- Monika Pikuła – mama Smoka Diplodoka; Cebula
- Karol Strasburger – konferansjer
- Robert Makłowicz – Wąż
- Piotr Kędzierski – Krasnal
- Agnieszka Matysiak – Baba Jaga; mama Hokusa Pokusa
- Jarosław Boberek – przygłuchawy czarodziej
- Paweł Piotrowski – młody Hokus Pokus
- Małgorzata Strasburger – Cebula

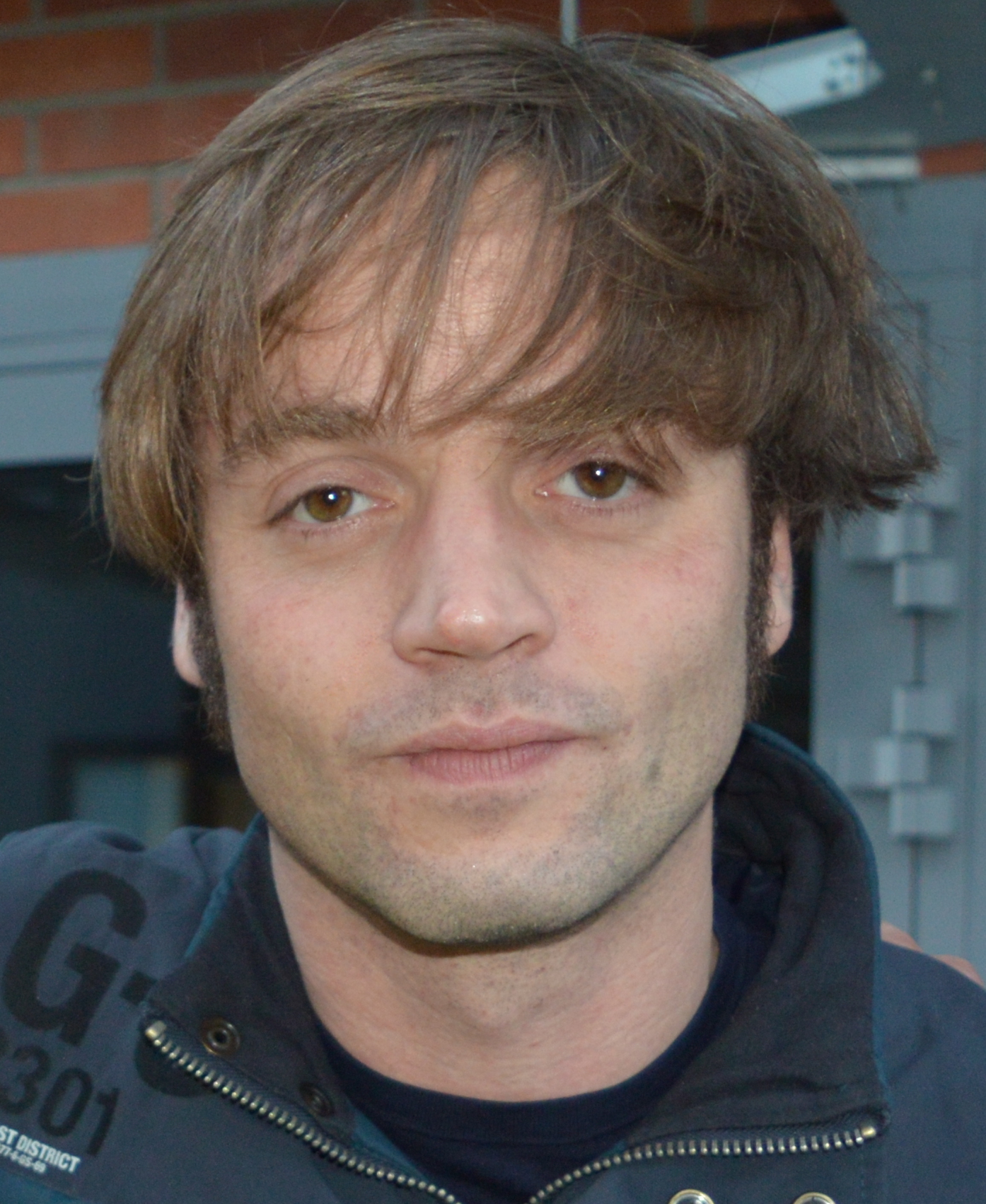
Piotr Polak (2015)
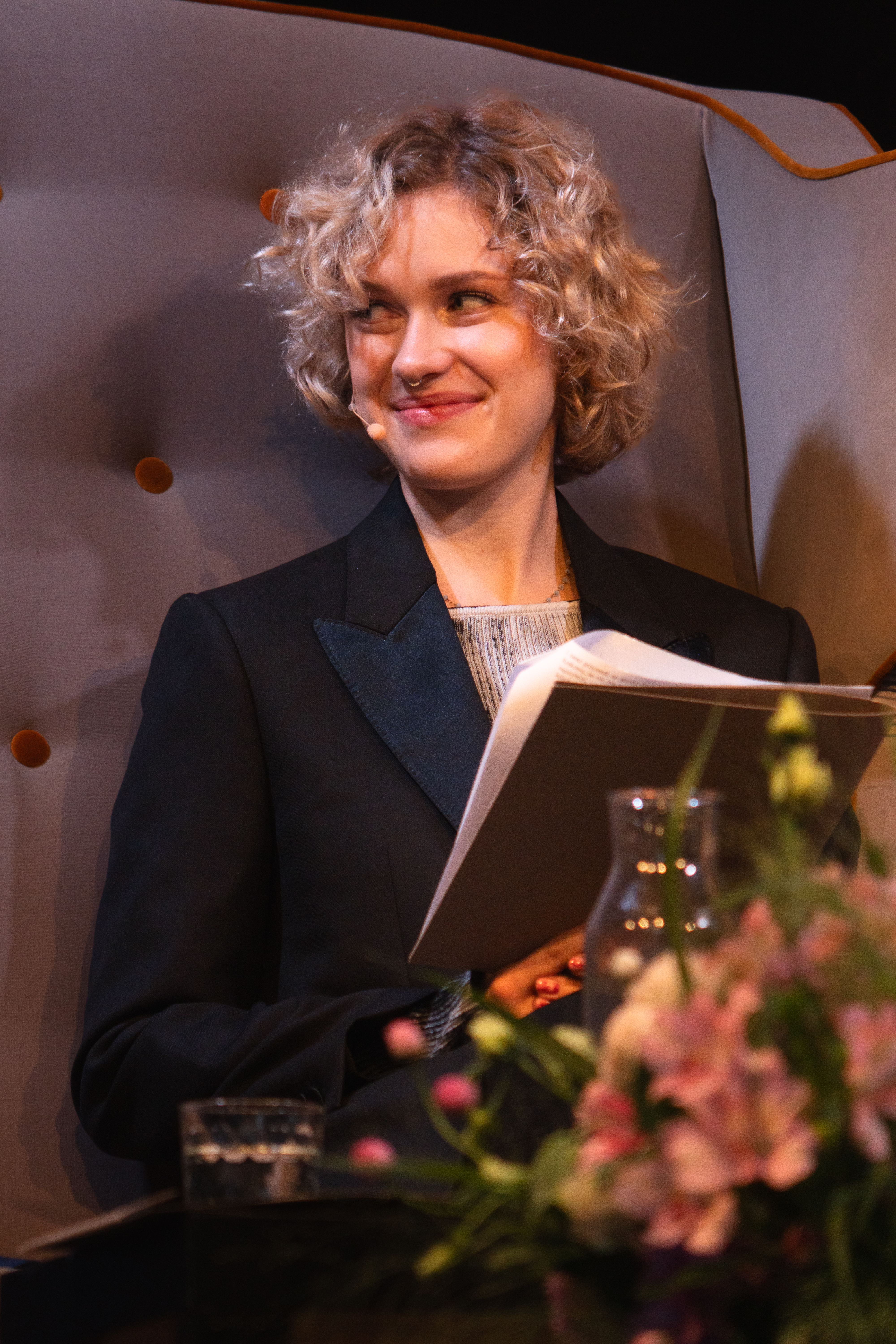
Helena Englert (2024)
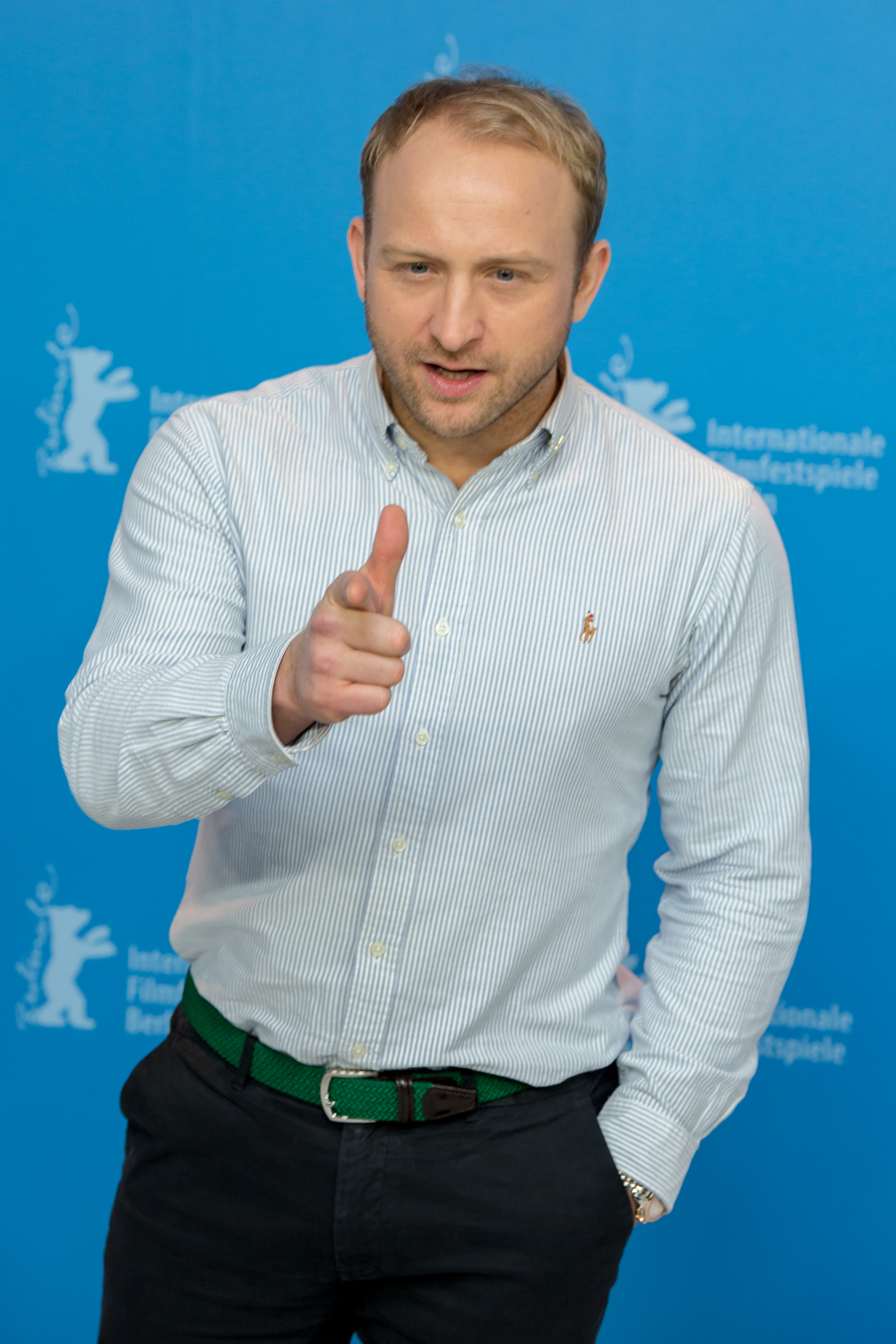
Borys Szyc (2017)
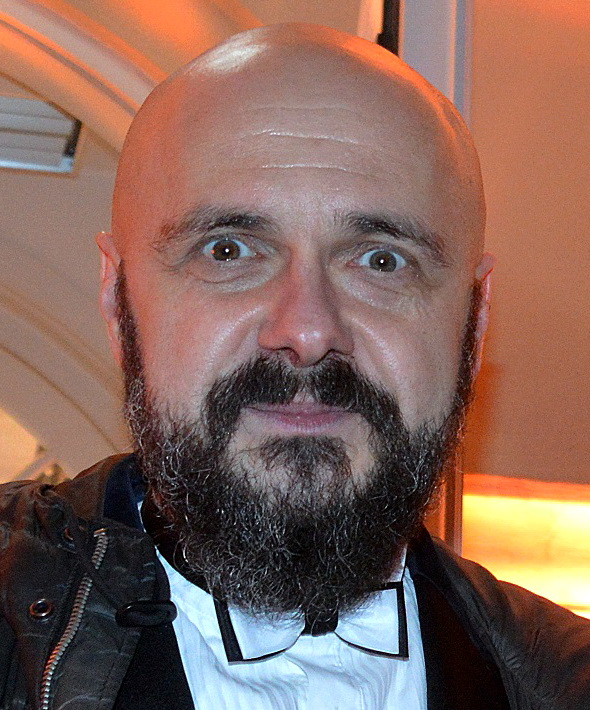
Arkadiusz Jakubik (2018)
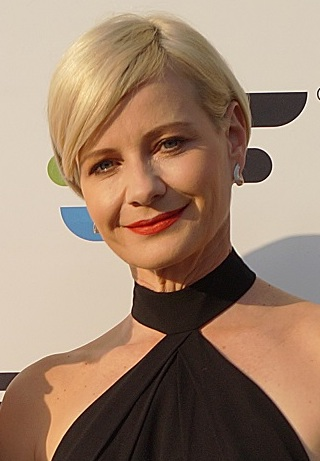
Małgorzata Kożuchowska (2019)

## Produkcja

### Przygotowania

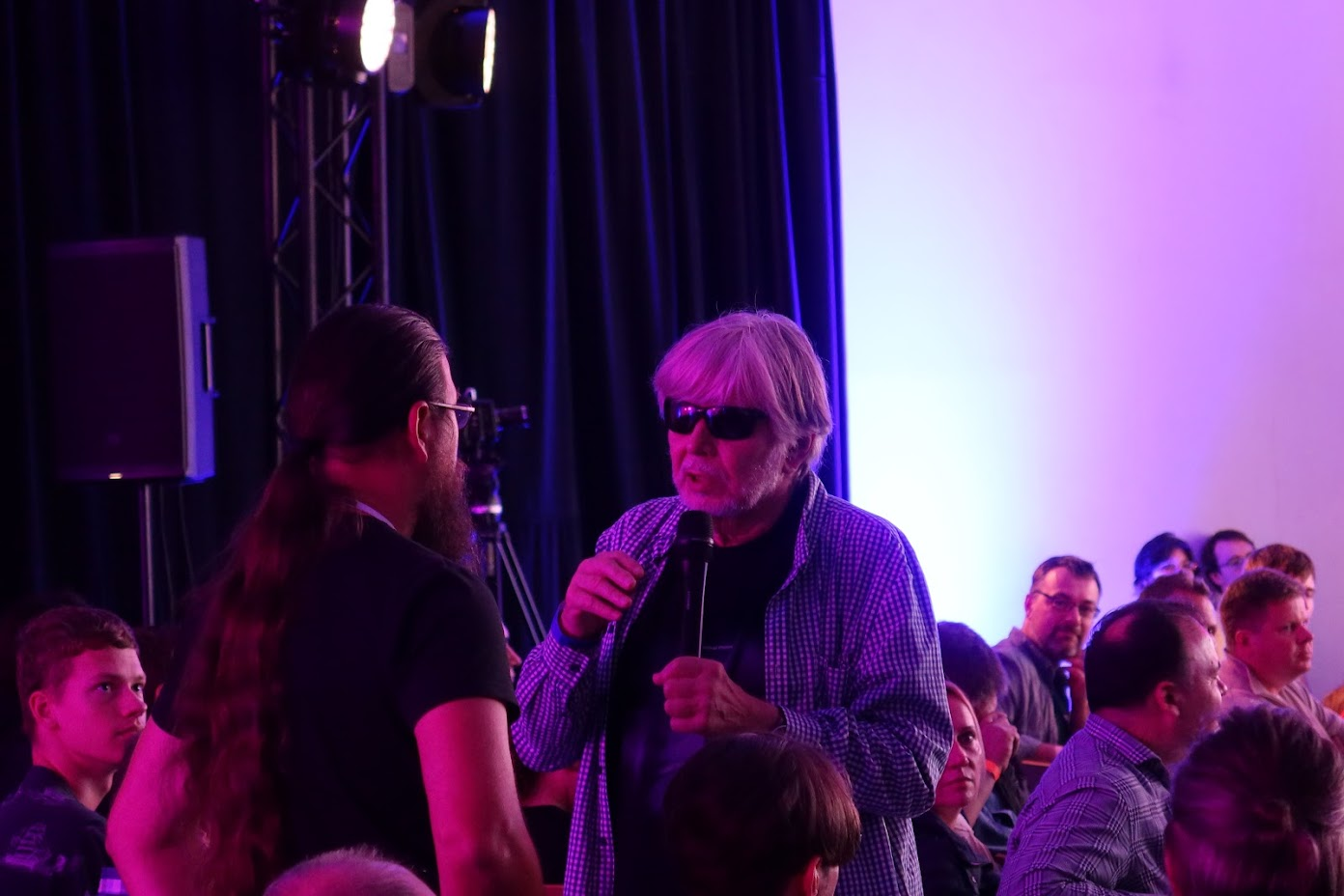
Tadeusz Baranowski, autor pierwowzorów komiksowych (na zdjęciu z 2024), gościnnie wystąpił jako dziadek dziewczynki zbierającej autograf i jako animowany mól książkowy

Smok Diplodok powstał w koprodukcji polsko-czesko-słowackiej. Główną rolę w jego powstaniu odegrała polska wytwórnia Human Film, a koproducentami były PFX, Telewizja Polska, Dayhey oraz Mazowiecki i Warszawski Fundusz Filmowy. Film dofinansowały Polski Instytut Sztuki Filmowej oraz analogiczne instytucje w Czechach (Czech Film Fund, South Moravian Film Fund) i na Słowacji (Slovak Audiovisual Fund). Produkcją filmu kierowali Polak Maks Sikora, Czech Jiří Mika oraz Słowaczka Silvia Panaková.
Reżyserem i scenarzystą Smoka Diplodoka był Wojciech Wawszczyk, znany przedtem z filmowej adaptacji komiksu Jeż Jerzy (2011). Inspiracją dla reżysera były komiksy Tadeusza Baranowskiego, a materiał do adaptacji posłużyły zwłaszcza tomy Podróż smokiem Diplodokiem oraz Antresolka Profesorka Nerwosolka. Jak Wawszczyk opowiadał, z komiksami Baranowskiego zetknął się już w dzieciństwie. Bardzo dobrze wspominał zwłaszcza lekturę Podróży smokiem Diplodokiem, który to tom „całkowicie różnił się od tego, co nas otaczało: niepokorny kolorystycznie, radosny, pełen absurdalnego humoru, stojący w opozycji do twardej i przygnębiającej logiki. Inspirował do marzeń i patrzenia w przyszłość”. Wawszczyk jeszcze w 2012 roku powołał grupę scenariuszową odpowiedzialną za zbieranie pomysłów do filmu. Zdawał sobie przy tym sprawę, że „przeniesienie jeden do jeden, czyli zrobienie filmowej kserokopii tych kadrów komiksowych, byłoby brakiem szacunku” dla sztuki komiksowej Baranowskiego. Wówczas reżyser zdecydował, że jego głównym celem będzie „wyciągnąć ducha tych komiksów: światy, postaci, wydarzenia, barwy, kształty, dialogi” za pomocą remiksu. W pisaniu scenariusza do filmu Wawszczyk współpracował z amerykańskim scenarzystą Markiem Palmerem. Dla Wawszczyka jego drugi film pełnometrażowy był „manifestacją potęgi wyobraźni i hołdem dla umiejętności zabawy formą”, a pismo „Animation”, któremu udzielił wywiadu, przyrównało utwór do metafikcji.

### Obsada i zdjęcia
W części realizowanej z udziałem aktorów (live-action) wystąpili Piotr Polak i Helena Englert. Polak, odtwórca roli Tadeusza, przeszedł przed zdjęciami przyspieszone lekcje rysowania u Tomasza Lwa Leśniaka (dyrektora artystycznego filmu) i wskutek regularnych ćwiczeń nauczył się rutynowego robienia rysunków na planie zdjęciowym. Englert natomiast wcieliła się we władczą wydawczynię. Sekwencje z udziałem Polaka i Englert były oddzielnie kręcone w języku polskim i angielskim. Część live-action nakręcił operator kamery Piotr Sobociński jr. 
W sekwencjach animowanych głosu tytułowej postaci użyczył aktor dziecięcy Mikołaj Wachowski. Inne postacie były dubbingowane przez znane dorosłe osobowości aktorskie, m.in. Małgorzatę Kożuchowską, Borysa Szyca i Arkadiusza Jakubika. Do obsady dubbingowej dołączyli też inni ówcześni celebryci, np. ekspert kulinarny Robert Makłowicz (jako Wąż), a także czyniący aluzje do swych wizerunków medialnych: pisarz Mariusz Szczygieł (w roli filozofującego osła Kleofasa) oraz aktor i prezenter telewizyjny Karol Strasburger (jako filmowy konferansjer). Zdjęcia do sekwencji animowanych powstały dzięki operatorowi Jackowi Podgórskiemu. 

### Muzyka
Za ścieżkę muzyczną do Smoka Diplodoka odpowiadał kompozytor Mikołaj Stroiński. Na podstawie sugestii Wawszczyka Stroiński skomponował muzykę mieszającą dźwięki syntezatorów z podniosłymi partiami symfonicznymi. Sam reżyser scharakteryzował ścieżkę muzyczną Stroińskiego jako „krzyżowkę Vangelisa z Johnem Williamsem”.

### Premiera kinowa
Światowa premiera Smoka Diplodoka (pod międzynarodowym tytułem Diplodocus) odbyła się pozakonkursowo w czerwcu 2024 roku na Międzynarodowym Festiwalu Filmów Animowanych w Annecy, gdzie film został pozytywnie odebrany. Muriel Del Don z portalu Cineuropa, relacjonując premierę filmu, podsumowywała, że to „odważny, pełen przygód i niezwykle ambitny film, który sprawia, że płaczemy, marzymy, zmuszamy się do refleksji i fantazjujemy”. Dystrybutorem filmu w Polsce było Stowarzyszenie Nowe Horyzonty, za pośrednictwem którego 4 października 2024 roku rozpoczęło się wprowadzanie Smoka Diplodoka do polskich kin. 

## Odbiór

### Frekwencja kinowa
Frekwencja kinowa w przypadku Smoka Diplodoka była niewielka. W weekend otwarcia w Polsce film Wawszczyka obejrzało zaledwie 33 tysiące widzów, do końca października – łącznie 123 tysiące. Według portalu Box Office Mojo do końca maja 2025 roku Smok Diplodok wypracował przychody w wysokości około 1,2 miliona dolarów, z czego 654 tysiące dolarów w Polsce. Film dystrybuowano w przeszło stu krajach świata.

### Recenzje
Smok Diplodok został przeważnie pozytywnie przyjęty przez polskich recenzentów. Jakub Demiańczuk w recenzji dla „Polityki” pisał, iż „być może nie da się zekranizować albumów Tadeusza Baranowskiego – z ich surrealistycznym humorem, grami słownymi, bogatymi literackimi odniesieniami. Jednak Wojciech Wawszczyk […] udowodnił, że można z powodzeniem oddać na ekranie ich ducha”. Remigiusz Różański, pisząc dla portalu Filmweb, zauważył, że pod pewnymi względami film Wawszczyka przewyższa komiksy Baranowskiego, pozbawione zwykle konkretnych morałów:
W trakcie przygody każdy z bohaterów musi stawić czoła lękom i niepewności celem odkrycia prawdy o sobie. Dla Tadka i Diplodoka międzywymiarowe wojaże są przede wszystkim sposobem na odzyskanie sprawczości i zachętą do podążania za marzeniami. Entomologii i Nerwosolkowi cały ten ambaras pozwala zrozumieć łączące ich uczucie. Hokus Pokus z kolei uświadamia sobie, że samotności nie da się kompensować trofeami, natomiast poczynione winy zawsze można zadośćuczynić.
Dawid Muszyński w tekście dla portalu NaEkranie.pl szczególnie chwalił animację dopracowywaną przez twórców przez przeszło dekadę: „Postaci są dopracowane, a ich ruchy płynne. Świat jest kolorowy i intrygujący, może trochę ubogi, ale taki był też w pierwowzorze”. Wtórował mu Michał Zacharzewski z „Rzeczypospolitej”, doceniając „świeży, absurdalny humor” i „niesamowite światy, jakie odwiedzają bohaterowie”. Mieszane opinie natomiast zebrała gra Polaka w głównej roli: Różański uznał ją za „groteskową”, natomiast Muszyński twierdził, że aktor „bardzo dobrze wypada” w roli Tadeusza. Demiańczuk puentował, że Smok Diplodok to „jeden z najlepszych od lat polskich filmów dla dzieci”.
Zespół Edukatorów Filmowych zarekomendował Smoka Diplodoka jako atrakcyjny film o dużym potencjale edukacyjnym, argumentując swą decyzję budującym przesłaniem: „Produkcja pokazuje, że nie warto podążać za trendami czy nakazami. Należy kierować się sercem. Ważna jest także odpowiedzialność za to, co się tworzy; a w ogólnym rozrachunku to, »co słodkie«, nie zawsze zasługuje na uwagę i akceptację”.

## Nagrody
| Rok  | Festiwal/instytucja                                        | Nagroda                                               | Nominowani                     | Wynik   |
| ---- | ---------------------------------------------------------- | ----------------------------------------------------- | ------------------------------ | ------- |
| 2024 | Międzynarodowy Festiwal Filmowy Młode Horyzonty (Warszawa) | Nagroda Główna dla polskiej produkcji                 | Wojciech Wawszczyk Maks Sikora | Wygrana |
| 2024 | Międzynarodowy Festiwal Filmowy Młode Horyzonty (Warszawa) | Nagroda Stowarzyszenia Autorów ZAiKS                  | Wojciech Wawszczyk             | Wygrana |
| 2024 | Międzynarodowy Festiwal Filmowy Młode Horyzonty (Warszawa) | Wyróżnienie jury ekspertek kinowych                   | Wojciech Wawszczyk             | Wygrana |
| 2024 | Międzynarodowy Festiwal Filmów Młodego Widza „Ale Kino!”   | Nagroda Stowarzyszenia Filmowców Polskich             | Wojciech Wawszczyk             | Wygrana |
| 2025 | Międzynarodowy Festiwal Kina Niezależnego „Off Camera”     | Wyróżnienie Krajowej Izby Producentów Audiowizualnych | Maks Sikora                    | Wygrana |